# Marcin Oleksy
Marcin Oleksy, né le 11 avril 1987 à Nowa Sól, est un footballeur amputé (en) polonais, qui joue comme attaquant pour Warta Poznań et pour l'équipe nationale de football amputé de Pologne. Il a remporté le prix Puskás de la FIFA en 2022 récompensant le plus beau but de l’année.

## Carrière
Jusqu'en 2010, Oleksy jouait comme gardien de but pour le club polonais Korona Kożuchów en quatrième division. En 2010, Olesky arrête sa carrière pour se concentrer à son travail comme ouvrier du bâtiment. En novembre 2010, Oleksy perd sa jambe lors d'un accident sur son lieu de travail.
En 2019, il commencé à jouer pour Warta Poznań et en 2021 pour l'équipe nationale polonaise de football pour amputés.
Le 28 février 2023, Oleksy reçoit le prix Puskás de la FIFA pour le meilleur but de l'année (généralement attribué pour des footballeurs ou footballeuses professionnels), son but ayant emporté sur les autres finalistes Dimitri Payet et Richarlison. Le but était retourné acrobatique en surface de réparation (alors qu'il joue avec deux béquilles) marqué le 6 novembre 2022 lors d'un match entre Warta Poznań et Stal Rzeszów. Il est le premier joueur polonais et le premier footballeur handisport à remporter le prix, ainsi que le vainqueur le plus âgé à l'âge de 35 ans.